# Waylon Francis
Waylon Dwayne Francis Box (Limón, 20 settembre 1990) è un calciatore costaricano, difensore del Municipal Liberia.

## Carriera

### Club
Ha giocato nella massima serie dei campionati costaricano e statunitense.

### Nazionale
Ha esordito con la nazionale costaricana nel 2013.

## Statistiche
Statistiche aggiornate al 6 novembre 2018.
| Stagione             | Club                 | Campionato           | Campionato | Campionato | Coppe nazionali | Coppe nazionali | Coppe nazionali | Coppe continentali | Coppe continentali | Coppe continentali | Altre coppe | Altre coppe | Altre coppe | Totale | Totale |
| Stagione             | Club                 | Comp                 | Pres       | Reti       | Comp            | Pres            | Reti            | Comp               | Pres               | Reti               | Comp        | Pres        | Reti        | Pres   | Reti   |
| -------------------- | -------------------- | -------------------- | ---------- | ---------- | --------------- | --------------- | --------------- | ------------------ | ------------------ | ------------------ | ----------- | ----------- | ----------- | ------ | ------ |
| 2010-2011            | Brujas               | CDV                  | 9          | 0          | -               | -               | -               | -                  | -                  | -                  | -           | -           | -           | 9      | 0      |
| 2011-2012            | Limon FC             | CdI                  | 18         | 0          | -               | -               | -               | -                  | -                  | -                  | -           | -           | -           | 18     | 0      |
| 2011-2012            | Herediano            | CdV                  | 17+4       | 0          | -               | -               | -               | -                  |                    | -                  | -           | -           | -           | 17+4   | 0      |
| 2012-2013            | Herediano            | PD inv               | 17+1       | 0          | -               | -               | -               | CCL                | 6                  | 1                  | SC          | 1           | 0           | 24+1   | 1      |
| 2012-2013            | Herediano            | PD ver               | 16+4       | 0          | -               | -               | -               | -                  | -                  | -                  | -           | -           | -           | 16+4   | 0      |
| 2013-2014            | Herediano            | PD inv               | 17+4       | 1          | -               | -               | -               | CCL                | 3                  | 0                  | -           | -           | -           | 20+4   | 1      |
| Totale Herediano     | Totale Herediano     | Totale Herediano     | 67+13      | 1          |                 |                 |                 |                    | 9                  | 1                  |             | 1           | 0           | 77+13  | 2      |
| 2014                 | Columbus Crew        | MLS                  | 24+2       | 0          | -               | -               | -               | -                  | -                  | -                  | -           | -           | -           | 24+2   | 0      |
| 2015                 | Columbus Crew        | MLS                  | 28+5       | 0          | -               | -               | -               | -                  | -                  | -                  | -           | -           | -           | 28+5   | 0      |
| 2016                 | Columbus Crew        | MLS                  | 19         | 0          | -               | -               | -               | -                  | -                  | -                  | -           | -           | -           | 19     | 0      |
| 2017                 | Columbus Crew        | MLS                  | 12         | 0          | -               | -               | -               | -                  | -                  | -                  | -           | -           | -           | 12     | 0      |
| Totale Columbus Crew | Totale Columbus Crew | Totale Columbus Crew | 83+7       | 0          |                 |                 |                 |                    |                    |                    |             |             |             | 83+7   | 0      |
| 2018                 | Seattle Sounders FC  | MLS                  | 11+1       | 0          | USOC            | 1               | 0               | CCL                | 3                  | 0                  | -           | -           | -           | 15+1   | 0      |
| 2018                 | Sounders FC 2        | USL                  | 1          | 0          |                 | -               | -               |                    | -                  | -                  |             | -           | -           | 1      | 0      |
| Totale               | Totale               | Totale               | 189+21     | 1          |                 | 1               | 0               |                    | 12                 | 1                  |             | 1           | 0           | 203+21 | 2      |

## Palmarès

### Club
- Campeones Cup: 1

Columbus Crew: 2021